# Water-gas-shift-reactie

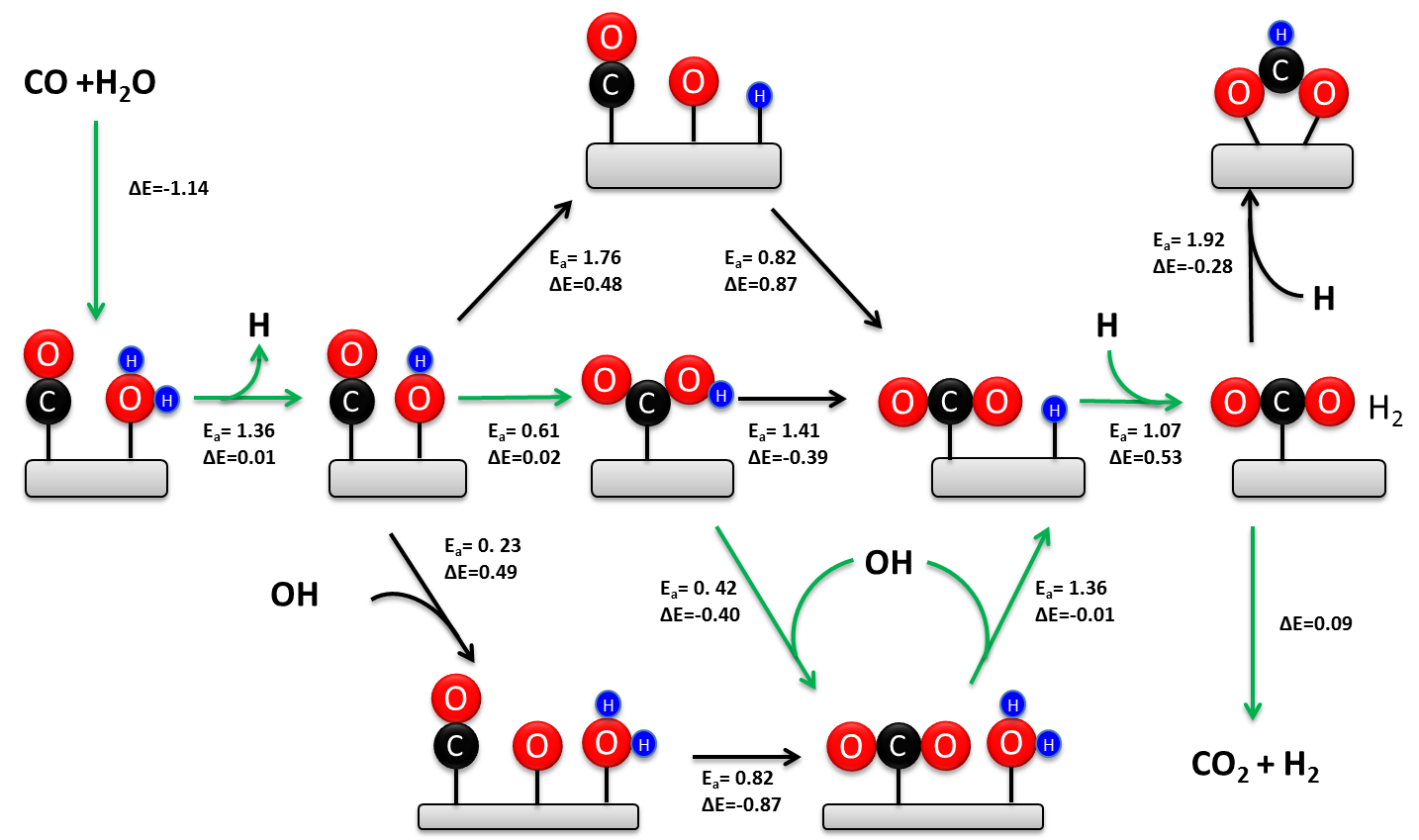
Principe van de water-gas-shift-reactie

De water-gas-shift-reactie is een anorganische reactie waarbij water en koolstofmonoxide reageren tot koolstofdioxide en waterstof:
{\displaystyle {\ce {CO + H2O <=> CO2 + H2}}}
Ze werd ontdekt door de Italiaanse natuurkundige Felice Fontana in 1780. De reactie is een exotherme reactie met een reactie-enthalpie {\displaystyle \Delta H_{r}} gelijk aan -41.2 kJ/mol.
De water-gas-shift-reactie is een evenwichtsreactie en matig exotherm. Daarom verloopt ze sneller bij hogere temperaturen maar dan verschuift het evenwicht in ongunstige zin (naar links). De reactie kan dan wel doorgevoerd worden met de hulp van katalysatoren.
Ze maakt deel uit van stoomreforming van aardolieproducten. Ze wordt gebruikt om het waterstofgehalte te verhogen en/of het koolstofmonoxidegehalte te verlagen in synthesegas afkomstig uit stoomreforming.
Deze reactie zou gebruikt kunnen worden om waterstofgas te produceren, maar de hoge temperatuur die daarvoor nodig is maakt het te duur. Er zijn pogingen ondernomen om de reactietemperatuur te verlagen door gebruik te maken van een katalysator als Fe3O4 (magnetiet) of andere overgangsmetalen en oxiden. Ook carbonylcomplexen, zoals ijzerpentacarbonyl, kunnen de reactie katalyseren.
De omgekeerde water-gas-shift-reactie heeft een mogelijke toepassing gevonden in in situ resource utilization (ISRU) op Mars om zuurstofgas aan te maken als brandstof voor een brandstofcel.